# Новофрязино
Новофрязино — деревня в Щёлковском районе Московской области России, входит в состав сельского поселения Гребневское.

## Население
| 2002 | 2006 | 2010 |
| ---- | ---- | ---- |
| 322  | ↘321 | ↘280 |

## География
Деревня Новофрязино расположена на северо-востоке Московской области, в юго-западной части Щёлковского района, на Фряновском шоссе Р110, примерно в 21 км к северо-востоку от Московской кольцевой автодороги и 7 км к северо-востоку от одноимённой железнодорожной станции города Щёлково (по дорогам — около 9 км), по левому берегу реки Любосеевки бассейна Клязьмы.
В 6 км юго-восточнее деревни проходит Щёлковское шоссе А103, в 11 км к северо-востоку — Московское малое кольцо А107, в 13 км к западу — Ярославское шоссе М8. Ближайшие населённые пункты — город Фрязино, деревни Гребнево и Ново.
В деревне пять улиц — Лесная, Льва Толстого, Маяковского, Островского и Шоссейная.

## История
Деревня образована жителями, переселёнными из деревни Фрязино, при расширении промышленной зоны в 1933—1960-х годах. Часть домов была перетащена тракторами на специальных санях, отчего деревня получила народное название «Перетащиловка».
1994—2006 гг. — деревня Гребневского сельского округа Щёлковского района; с 2006 года — деревня сельского поселения Гребневское Щёлковского муниципального района.
В конце 2000-х годов в деревне, на территории Ново-Фрязинского кладбища, был построен храм святого равноапостольного князя Владимира, 4 апреля 2008 года совершена первая Божественная литургия. 